# Krasnosielc (gemeente)
De gemeente Krasnosielc is een landgemeente in het Poolse woiwodschap Mazovië, in powiat Makowski.
De zetel van de gemeente is in Krasnosielc.
Op 30 juni 2004 telde de gemeente 6562 inwoners.

## Oppervlakte gegevens
In 2002 bedroeg de totale oppervlakte van gemeente Krasnosielc 166,96 km², waarvan:
- agrarisch gebied: 68%
- bossen: 29%

De gemeente beslaat 15,68% van de totale oppervlakte van de powiat.

## Demografie
Stand op 30 juni 2004:
| Omschrijving                   | Totaal | Totaal | Vrouwen | Vrouwen | Mannen | Mannen |
| ------------------------------ | ------ | ------ | ------- | ------- | ------ | ------ |
| eenheid                        | aantal | %      | aantal  | %       | aantal | %      |
| inwoners                       | 6562   | 100    | 3227    | 49,2    | 3335   | 50,8   |
| bevolkingsdichtheid (inw./km²) | 39,3   | 39,3   | 19,3    | 19,3    | 20     | 20     |

In 2002 bedroeg het gemiddelde inkomen per inwoner 1296,67 zł.

## Administratieve plaatsen (sołectwo)
Amelin, Bagienice-Folwark, Bagienice Szlacheckie, Biernaty, Budy Prywatne, Chłopia Łąka, Drążdżewo, Drążdżewo-Kujawy, Drążdżewo Małe, Elżbiecin, Grabowo, Grądy, Karolewo, Krasnosielc, Krasnosielc Leśny, Łazy, Niesułowo (dorpen: Niesułowo-Pach en Niesułowo-Wieś), Nowy Sielc, Nowy Krasnosielc, Papierny Borek, Perzanki-Borek, Pienice, Przytuły, Raki, Ruzieck, Wola-Józefowo, Wola Włościańska, Wólka Drążdżewska, Wólka Rakowska, Wymysły, Zwierzyniec.

## Aangrenzende gemeenten
Baranowo, Jednorożec, Olszewo-Borki, Płoniawy-Bramura, Sypniewo